# ストレンジ物質
ストレンジ物質（ストレンジぶっしつ）は、ストレンジクォークからなる異種原子の一種。正確にはアップクウォーク1つ、ダウンクウォーク1つ、ストレンジクウォーク1つで強い相互作用により形成されているものである。中性子星の内部に存在するという説がある。この仮説によれば、中性子星の中心付近ではクォークの結合が解放されてクォークが裸の状態で存在しており（クォーク星）、その圧力が高まっていくと、クォークはストレンジクォークに変化し、ストレンジクォークが集まるとストレンジ物質になるという。ストレンジ物質に触れたものは全てストレンジ物質に変化すると考えられている。それは、ストレンジクォークが今現在発見された粒子の中で、科学的に最も安定しているからで、触れた物質を一瞬でストレンジ物質に置き換える。中性子星の融合などによりストレンジ物質の破片が放出されたものがストレンジレットである。